# Swainsona murrayana
Swainsona murrayana är en ärtväxtart som beskrevs av Heinrich Wawra. Swainsona murrayana ingår i släktet Swainsona och familjen ärtväxter. IUCN kategoriserar arten globalt som sårbar.

## Underarter
Arten delas in i följande underarter:
- S. m. eciliata
- S. m. murrayana